# Mladen Drnasin
Mladen Drnasin (Pola, 3 giugno 1967) è un ex pallanuotista croato, nel 2018 è stato eletto presidente del HVS.

## Palmarès
- Campionato sloveno: 1

Koper: 1994-95